# 平岡篤頼
平岡 篤頼（ひらおか とくよし、1929年5月2日 - 2005年5月18日）は、日本の仏文学者・文芸評論家・作家。早稲田大学名誉教授。

## 生涯
1929年（昭和4年）大阪市生まれ。1952年（昭和27年）早稲田大学文学部仏文科卒業。1961年（昭和36年）大学院文学研究科仏文学専攻博士課程満期退学。1957年から1960年パリ大学に学び、1962年（昭和37年）早稲田大学文学部講師、1965年（昭和40年）助教授、1970年（昭和45年）教授、2000年（平成12年）定年、名誉教授。
アラン・ロブ＝グリエ、クロード・シモン、マルグリット・デュラス等、ヌーヴォー・ロマンの翻訳で知られているが、バルザックやメリメ等も翻訳し、小説も書くなど、幅広い活動をおこなった。
1968年にクロード・シモン著「フランドルへの道」の翻訳で渋沢・クローデル賞を受賞。日本文学評論「変容と試行」などを著し、1982年の「消えた煙突」と1983年の「赤い罌粟の花」で2度芥川賞候補となる。早稲田大学文芸専修の創設や「早稲田文学」刊行、「早稲田文学新人賞」発展にも尽力した。平岡のもとで学んだ教え子には、栗本薫、重松清、堀江敏幸、小川洋子、角田光代、勝谷誠彦らがいる。
2005年5月18日、虚血性心疾患のため死去。76歳。
没後、遺族による寄付を基に「早稲田文学」で「剣玉基金」が設置された。

## 著書
- 『パリふたたび』（小沢書店） 1973
- 『変容と試行』（河出書房新社） 1973
- 『迷路の小説論』（河出書房新社） 1974
- 『文学の動機』（河出書房新社） 1979
- 『消えた煙突』（福武書店） 1982
- 『薔薇を喰う』（福武書店） 1985
- 『パリその日その日』（筑摩書房） 1990
- 『赤い罌粟の花』（小沢書店） 2000
- 『記号の霙　井伏鱒二から小沼丹まで』（早稲田文学会） 2008

### 共編著
- 『フランス文学辞典』（土居寛之,山田爵共編、言潮社） 1963
- 『速修フランス語20課』（桜井成夫共編、第三書房） 1963

## 翻訳
- 『アルマンス』（スタンダール、新庄嘉章共訳、角川文庫） 1958
- 『フレミングの生涯』（アンドレ・モロワ、新庄嘉章共訳、新潮社） 1959
- 『包丁』（ヴァレリー・ラルボー、新庄嘉章共訳、第三書房） 1962
- 『今日のフランス作家たち』（ピエール・ド・ボワデッフル、安斎千秋共訳、白水社、文庫クセジュ) 1964
- 『現代小説の歴史』（R・M・アルベレス、新庄嘉章共訳、新潮社） 1965
- 『木立ちの中の日々』（マルグリット・デュラス、白水社） 1967
- 『ナナ』（エミール・ゾラ、中央公論社、世界の文学22） 1968
- 『恋愛論 若い人のための人生論』（スタンダール、社会思想社、現代教養文庫） 1969
- 『黄金の果実』（ナタリー・サロート、新潮社） 1969
- 『マルトロー』（サロート、筑摩書房、世界文学全集第65） 1970
- 『生と死の間』（ナタリー・サロート、白水社） 1971
- 『ボーヴォワールあるいは生きる試み』（フランシス・ジャンソン、井上登共訳、人文書院） 1971
- 『現代批評の方法』（ジュルジュ・プーレ編、理想社） 1974
- 『ジュリアン聖人伝』（フロベール、主婦の友社、キリスト教文学の世界） 1977
- 『ミュージック・ホールの内幕』（コレット、二見書房、コレット著作集9） 1977
- 『カルメン・コロンバ』（メリメ、 講談社、世界文学全集） 1979、のち文芸文庫
- 『暗いブティック通り』（パトリック・モディアノ、講談社） 1979
- 『秘められた物語』（ドリュ・ラ・ロシェル、国書刊行会） 1987
- 『フィギュール』（ジェラール・ジュネット、松崎芳隆訳、未來社） 1993
- 『ロル・V.シュタインの歓喜』（マルグリット・デュラス、河出書房新社） 1997

### バルザック
- 『従妹ベット』（バルザック、稲田三吉共訳、東西五月社、フランス文学全集） 1960  
  - 『従妹ベット』（バルザック、新潮文庫） 1968
- 『田舎医者』（バルザック、新庄嘉章共訳、東京創元社、バルザック全集4） 1961
- 『ゴリオ爺さん』（バルザック、新潮世界文学） 1971、のち新潮文庫 1972
- 『谷間の百合』（バルザック、集英社、世界文学全集10） 1974

### アラン・ロブ=グリエ
- 『迷路のなかで』（ロブ＝グリエ、新潮社、現代フランス文学13人集） 1965、講談社文芸文庫　1998
- 『新しい小説のために』（ロブ＝グリエ、新潮社） 1967
- 『未来の小説への道』（ロブ＝グリエ、第三書房） 1967
- 『ニューヨーク革命計画』（アラン・ロブ=グリエ、新潮社） 1972
- 『快楽の漸進的横滑り』（アラン・ロブ=グリエ、新潮社） 1977
- 『弑逆者』（アラン・ロブ=グリエ、白水社） 1991、新版2023
- 『反復』（アラン・ロブ=グリエ、白水社） 2004、新版2018

### クロード・シモン
- 『フランドルへの道』（クロード・シモン、白水社） 1966
- 『ル・パラス』（クロード・シモン、集英社、世界文学全集） 1968
- 『盲いたるオリオン』（クロード・シモン、新潮社） 1976
- 『三枚つづきの絵』（クロード・シモン、白水社） 1980
- 『アカシア』（クロード・シモン、白水社） 1995
- 『路面電車』（クロード・シモン、白水社） 2003